# Lò Việt Phương
Lò Việt Phương (sinh ngày 17 tháng 6 năm 1973, người Thái) là chính trị gia nước Cộng hòa xã hội chủ nghĩa Việt Nam. Ông hiện là Phó Trưởng Ban Dân nguyện thuộc Ủy ban Thường vụ Quốc hội, Đại biểu Quốc hội khóa XV từ Sơn La. Ông từng là Vụ trưởng Vụ Dân nguyện của Văn phòng Quốc hội.
Lò Việt Phương là đảng viên Đảng Cộng sản Việt Nam, học vị Kỹ sư Cầu đường, Thạc sĩ Quản lý công, Cao cấp lý luận chính trị. Ông cùng em gái Lò Thị Việt Hà có sự nghiệp từng công tác ở nhiều cơ quan, đơn vị ở địa phương và trung ương trước khi trở tại Đại biểu Quốc hội.

## Xuất thân và giáo dục
Lò Việt Phương sinh ngày 17 tháng 6 năm 1973 tại xã Chiềng An, thị xã Sơn La, tỉnh Sơn La, Khu tự trị Tây Bắc, nay là phường Chiềng An của thành phố Sơn La. Ông là người dân tộc Thái, quê quán ở Bản Cọ của Chiềng An, có em gái cũng là nữ chính trị gia Lò Thị Việt Hà, lớn lên và tốt nghiệp phổ thông ở đây, lên thủ đô Hà Nội học đại học và có bằng Kỹ sư Cầu đường, Thạc sĩ Quản lý công. Ông được kết nạp Đảng Cộng sản Việt Nam vào ngày 20 tháng 9 năm 1999, trở thành đảng viên chính thức sau đó 1 năm, từng theo học các khóa chính trị ở Học viện Chính trị Quốc gia Hồ Chí Minh và có chứng chỉ Cao cấp lý luận chính trị. Hiện ông thường trú ở đường Đặng Thai Mai, phường Quảng An, quận Tây Hồ, Hà Nội.

## Sự nghiệp
Tháng 8 năm 1994, sau khi tốt nghiệp đại học ở Hà Nội, Lò Việt Phương trở về quê nhà Sơn La, được Xí nghiệp khảo sát thiết kế giao thông Sơn La – một doanh nghiệp nhà nước thuộc Ty Giao thông tỉnh Sơn La – nhận vào làm, bắt đầu ở vị trí Kỹ sư. Sau đó gần 2 năm, ông được điều lên Sở Giao thông Vận tải Sơn La cơ quan được thành lập từ Ty Giao thông, được tuyển dụng công chức và bổ nhiệm làm Chuyên viên Phòng Quản lý giao thông, rồi được thăng chức Phó Trưởng phòng Quản lý giao thông. Đến tháng 11 năm 2002, ông được điều tới Ngân hàng Phát triển Việt Nam chi nhánh Sơn La, nhậm chức Trưởng phòng Kế hoạch thẩm định. Đến tháng 9 năm 2006, ông được điều về hội sở ngân hàng ở Hà Nội, công tác ở vị trí Chuyên viên Phòng Thẩm định thuộc Sở Giao dịch I Ngân hàng Phát triển Việt Nam.
Vào tháng 8 năm 2008, Lò Việt Phương một lần nữa được điều chuyển cơ quan, lần này là tới Văn phòng Chính phủ, là Chuyên viên của vụ. Sau đó, ông là Chuyên viên chính rồi Phó Vụ trưởng Vụ Công tác Quốc hội, Địa phương và Đoàn thế của Văn phòng Chính phủ. Tháng 4 năm 2020, ông được điều sang Văn phòng Quốc hội, nhậm chức Vụ trưởng Vụ Dân nguyện của Văn phòng Quốc hội, kế nhiệm Hoàng Anh Công. Năm 2021, với sự giới thiệu của tổ chức Đảng cơ quan trung ương, ông ứng cử đại biểu quốc hội từ Sơn La, bầu cử ở đơn vị bầu cử số 1 gồm các huyện Mai Sơn, Yên Châu, Thuận Châu và thành phố Sơn La, rồi trúng cử Đại biểu Quốc hội khóa XV với tỷ lệ 81,60%. Đến ngày 23 tháng 7 năm 2021, ông được bổ nhiệm làm Phó Trưởng Ban Dân nguyện thuộc Ủy ban Thường vụ Quốc hội.